# Villexanton
Villexanton é uma comuna francesa na região administrativa do Centro, no departamento Loir-et-Cher. Estende-se por uma área de 11,57 km². Em 2010 a comuna tinha 202 habitantes (densidade: 17,5 hab./km²).